# بارنابي تومسون
بارنابي تومسون (بالإنجليزية: Barnaby Thompson)‏ هو منتج أفلام بريطاني، ولد في 29 مارس 1961 في إنجلترا في المملكة المتحدة.

## وصلات خارجية
- بارنابي تومسون على موقع IMDb (الإنجليزية)
- بارنابي تومسون على موقع ميوزك برينز (الإنجليزية)
- بارنابي تومسون على موقع قاعدة بيانات الفيلم (الإنجليزية)